# Proxima (film)
Proxima è un film del 2019 diretto da Alice Winocour, con protagonista Eva Green.

## Trama
Sarah, una astronauta francese, deve trovare un equilibrio fra la sua professione e il suo essere madre di una bambina di otto anni, Stella, e questo alla vigilia di un soggiorno lungo un anno sulla Stazione spaziale internazionale in vista di una missione su Marte. 
Con Sarah interagiscono tra gli altri: Mike, suo collega nel progetto spaziale, inizialmente poco fiducioso nelle capacità professionali della donna, il padre di Stella, Thomas, ex marito di Sarah, e Wendy, una psicologa che aiuta a gestire il disagio della lunga separazione con la figlia.

## Produzione
Il film è stato girato in varie vere strutture dell'Agenzia spaziale europea.

## Distribuzione
Il film è stato presentato in anteprima nel programma Platform Prize al Toronto International Film Festival del 2019, e ha ricevuto una menzione d'onore dalla giuria del Platform Prize.